# Umweltbildung
Umweltbildung oder Umwelterziehung ist ein in den 1970er-Jahren aufgekommener Bildungsansatz, der durch entsprechende Wissensvermittlung einen verantwortungsbewussten Umgang mit der Umwelt und den natürlichen Ressourcen anregen soll.
Die Angebote reichen von Naturerlebnispfaden über Workshops und Ausflüge für Kindergartengruppen oder Schulklassen bis hin zu unterschiedlichen Spielen, die sich mit Naturschutz, Ressourcenschutz oder Umweltverschmutzung beschäftigen und den Spielenden zusätzliche Informationen vermitteln.
Im Bereich der Wissensvermittlung leisten außerdem Naturgeschichtliche Museen, Umweltschutzvereine und Naturschutzgebiete einen wichtigen Betrag, sowie die Angebote einiger Zoos (z. B. zu Themen wie Artenschutz).

## Entwicklung
Wesentlich beteiligt an der Entwicklung des Ansatzes waren die Umweltbewegungen der 1970er-Jahre. In den 1980er-Jahren wurden im deutschsprachigen Raum zahlreiche Konzepte mit sehr unterschiedlicher Ausrichtung und Zielsetzung entwickelt, für die verschiedene Bezeichnungen eingeführt wurden, wie zum Beispiel Umwelterziehung, Ökologisches Lernen und Ökopädagogik.
Schon seit Ende der 1980er-Jahre gibt es Umweltbildungsakteure in allen Bildungssektoren von der frühkindlichen Bildung über Schule, Hochschule, berufliche und allgemeine (Weiter-)Bildung bis zum informellen Lernen.
Nach der Agenda 21 der Weltkonferenz in Rio de Janeiro 1992 entwickelte sich die Umweltbildung im Rahmen der Kampagne der Bildung für nachhaltige Entwicklung (BNE) weiter. Umweltbildung ist ohne das Leitbild nachhaltige Entwicklung inzwischen überholt. Dieses Leitbild bezieht sich nicht nur auf Ökologie, Umwelt oder Natur, sondern integriert weitere Dimensionen, z. B. Soziales und Ökonomie, oft auch auf Politik/Partizipation und Kultur. Dies ist inzwischen bei fast allen Akteuren der ehemaligen Umweltbildung, in allen Bildungsbereichen und der Wissenschaft sowie der Politik akzeptiert – spätestens seit der am 1. Januar 2005 gestarteten „UN-Dekade Bildung für nachhaltige Entwicklung“.

## Wissenschaftliche Aspekte
Es gibt Gemeinsamkeiten der Umweltbildung mit dem Ansatz Globales Lernen, der sich aus Projekten für die „Dritte Welt“ und ähnlichen Konzepten entwickelt hat. Ein Beispiel ist der Konziliare Prozess, der gemeinsame Lernweg christlicher Kirchen zu Gerechtigkeit, Frieden und Bewahrung der Schöpfung. Bei diesem Ansatz von Umweltbildung geht es darum, die Wechselwirkung zwischen dem kleinen Haushalt des Alltags (des Oikos) und dem größeren Haushalt der bewohnten Erde (der Oikumene) erfahrbar zu machen.
Die Begriffe Erlebnispädagogik sowie Natur- und Umweltpädagogik beschreiben weitere Ansätze. Wissenschaftliche Grundlagen dazu lieferten unter anderem Gerhard de Haan und Christian Salzmann.

## Praxis

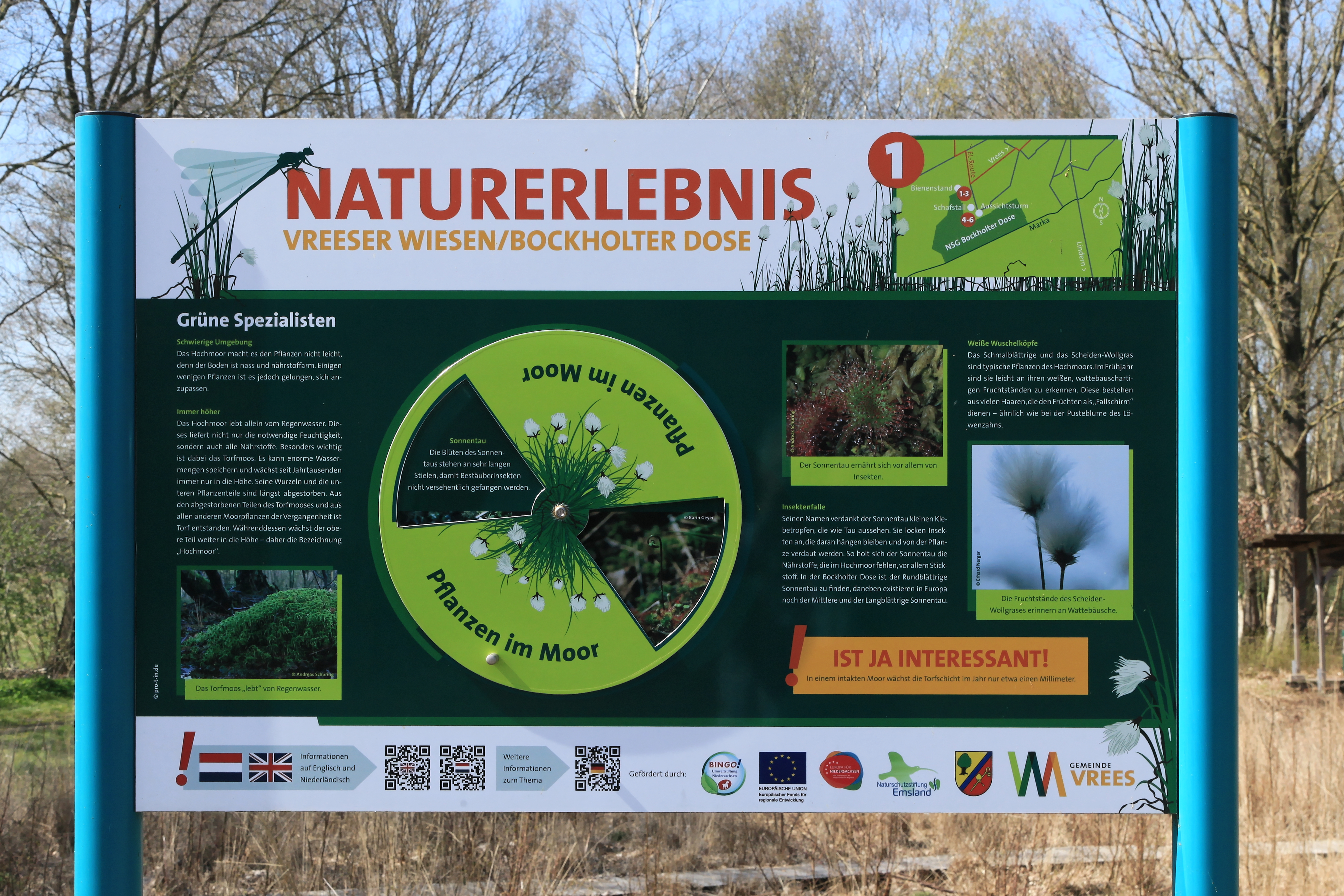
Zu den niederschwelligen Angeboten gehören Informationstafeln zu Lebensräumen, wie auf diesem Moorerlebnispfad, im Naturschutzgebiet Bockholter Dose

### Deutschland
In Deutschland gibt es etwa 4.600 stationäre Umweltbildungseinrichtungen. Diese werden ergänzt durch rund 30 Umweltmobile. Die Vielfalt institutioneller Formen ist kaum überschaubar, sie reicht von Waldkindergärten, Umweltschulen, Umwelt- und Ökologiestationen, Nationalpark-, Biosphärenreservat-, Naturpark-, Umwelt-, Naturschutz- und Schulbiologiezentren, Schulland- und Waldjugendheimen, Waldschulen, Schulbauernhöfen und Freilandlaboren bis zu Umweltakademien. Daneben arbeitet eine nicht erfasste, große Zahl freiberuflich tätiger Umweltpädagogen (z. B. Wattführer, Landschaftsführer, Naturpädagogen, Wildnispädagogen, Waldpädagogen usw.). Oft gibt es eine fruchtbare Kooperation mit den freien Bildungseinrichtungen. An der Pädagogischen Hochschule Weingarten kann der Bachelorstudiengang Umweltbildung studiert werden.
Die Umweltbildungseinrichtungen sind im Dachverband der Umweltbildungseinrichtungen und UmweltpädagogInnen, der Arbeitsgemeinschaft Natur- und Umweltbildung (ANU) organisiert. Für Umweltmobile gibt es die Arbeitsgemeinschaft der Umweltmobile (AGUM), die auch internationale mobile Projekte (Mobile Environmental Education Projects – MEEP) vernetzt. Die ANU gibt seit 1991 den monatlichen Informationsdienst ökopädNEWS heraus, der aus allen Bildungssektoren mit Schwerpunkt Umweltbildung und Bildung für nachhaltige Entwicklung verbandsübergreifend berichtet. Ein umfangreiches Archiv im Internet mit rund 5.000 Beiträgen bietet einen guten Überblick und kann kostenlos genutzt werden. Dort findet sich auch eine Medienliste mit rund 45 Rundbriefen und anderen Medien aus dem deutschsprachigen Raum.

### Österreich
In Österreich arbeitet das FORUM Umweltbildung mit 15 Mitarbeitern in den beiden Geschäftsstellen in Wien und Salzburg. Das FORUM Umweltbildung ist eine Initiative des Bundesministeriums für Land- und Forstwirtschaft, Umwelt und Wasserwirtschaft (Abt. II/3 Nachhaltige Entwicklung) und des Bundesministeriums für Unterricht, Kunst und Kultur (Abt. V/11 Politische Bildung und Umweltbildung). Zur Anzahl der Einrichtungen in Österreich gibt es keine verlässlichen Daten. Eine Zusammenstellung von Einrichtungen bietet die „Bildungslandkarte“. Im Bundesland Steiermark wurde bereits 1982 die erste österreichische Umweltbildungseinrichtung gegründet, die seit 2001 unter dem Namen Umwelt-Bildungs-Zentrum Steiermark (UBZ) tätig ist. An der Hochschule für Agrar- und Umweltpädagogik (im 13. Wiener Gemeindebezirk, Ober St. Veit), gibt es seit 2008 den Studiengang Umweltpädagogik. Das Bachelorstudium Umweltpädagogik ist vierjährig mit 240 ECTS und das Masterstudium Umweltpädagogik und Beratung ist einjährig mit 60 ECTS.

### Schweiz
In der Schweiz wurde 1994 die Stiftung Umweltbildung Schweiz (SUB) von Bund, Kantonen, Gemeinden und Organisationen der Bildung und des Umweltschutzes gegründet. Sie soll die Umweltbildung in der Schweiz und im Fürstentum Liechtenstein fördern und ausbauen, sie in den vorhandenen Strukturen verankern sowie Initiativen der Umweltbildung unterstützen und koordinieren und die Zusammenarbeit zwischen den Akteuren, mit dem Ausland und mit verwandten Gebieten verstärken. Die Stiftung verfügt über eine umfangreiche Datenbank mit Angaben zu Institutionen und Angeboten in der Schweiz, einer Liste von Organisationen sowie einer Übersicht von Praxiseinsätzen im Natur- und Umweltschutz für Klassen, Gruppen und Einzelpersonen. Die Stiftung SUB ist Mitglied im internationalen Netzwerk zu Bildung für Nachhaltige Entwicklung und Umweltbildung / ENSI, das 1986 unter dem Schirm des OECD Zentrums für Bildungsforschung und Innovation (CERI) gegründet wurde.
Ein konkretes Beispiel aus der Schweiz ist die Aktion Spechtbaum, welche gegen Ende der 1990er Jahre die Pro Natura und den Schweizer Vogelschutz mit dem Verband Schweizer Förster zusammenführte. Schulklassen und Jugendgruppen wurden mit der Aktion dazu motiviert, im Wald nach sogenannten Höhlenbäumen zu suchen, die – zumeist vom Specht gezimmert – Vögeln als Nistplätze dienen. Manche Förster boten dabei Hand dazu, diese gefundenen und entsprechend markierten Höhlenbäume im Sinne einer naturnahen Wald-Bewirtschaftung stehen zu lassen.

## Spiele im Bereich Naturschutz, Umweltbildung
Zusammenhänge von komplexen Problemen lassen sich durch Visualisierung vermitteln. Insbesondere bei entsprechenden Spielen lassen sich potenzielle Lösungsansätze sowie unterschiedliche Szenarien (mitsamt den jeweiligen Konsequenzen) erfahren. Dies kann jedoch nur gelingen, wenn das Thema so präsentiert wird, dass die vermittelten Informationen den Mitspielern persönlich relevant erscheinen und die Gestaltung zeitgemäß ist.
Mit dem Ziel, schon bei Heranwachsenden ein Bewusstsein für Naturschutz sowie die Vermeidung von Umweltproblemen zu schaffen, wurden unterschiedliche Spiele als Computerspiel, Brettspiel und Kartenspiel entwickelt. Die hier vorgestellten Spiele wurden auf einem Workshop im Berliner Museum für Naturkunde vorgestellt.

### Erdölförderung um jeden Preis?
Das Brettspiel Die Siedler von Catan zählt, seit es 1995 herausgebracht wurde, zu den beliebtesten und erfolgreichsten Brettspielen überhaupt. Die kostenfrei (in mehreren Sprachen) zum Download verfügbare Erweiterung zum Rohstoff Öl macht für die Spieler sowohl den möglichen Reichtum als auch die potenziellen Risiken erfahrbar, die durch Umweltverschmutzung, Emissionen und Havarien auftreten können. Die Entdeckung von Öl auf Catan sorgt dafür, dass sich die Mitspieler entscheiden müssen, ob sie den Untergang riskieren wollen, um eventuell den Sieg zu erlangen, oder ob sie sich mit einer beschränkten Ölnutzung zufriedengeben, die auch mit weniger Umweltproblemen verbunden ist.

### Simulationsspiel zur nachhaltigen Fischerei

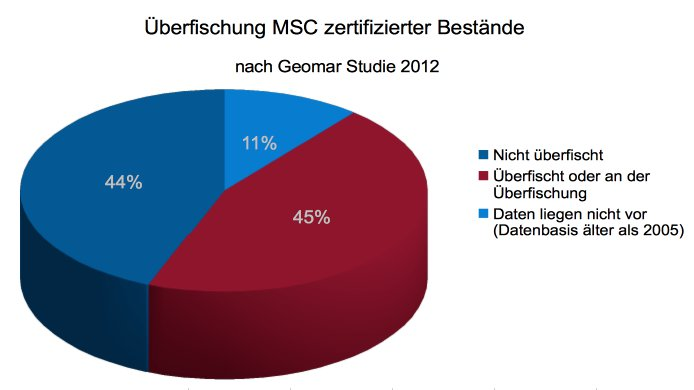
Überfischte Bestände MSC-zertifizierter Fischsorten, Quelle; Helmholtz-Zentrum für Ozeanforschung Kiel 2012

Seit den 1980er Jahren, als Dennis L. Meadows sein Strategiespiel Fishbanks zum Thema Überfischung entwickelte, hat das Problem dahinter deutlich an Dynamik gewonnen. Der Mitautor von Die Grenzen des Wachstums (1972) entwickelte das Spiel bereits Anfang der 1980er Jahre.
Bei dem Planspiel, das als Workshop angeboten wird, haben Spieler die Aufgabe, den Fischfang auf den Weltmeeren zu koordinieren und – wenn nötig – zu beschränken, um die Erholung der Fischbestände im Sinne einer nachhaltigen Bewirtschaftung zu ermöglichen. Dabei spielen die 12 bis 30 Teilnehmenden in Teams von miteinander konkurrierenden Fischereibetrieben, die jeweils die gleiche Anzahl von Schiffen zur Verfügung haben. Sie müssen Kurven beachten, die die Regeneration unterschiedlicher Fischbestände darstellen, Überfischung präventiv vermeiden, eigene Handlungsmöglichkeiten erkennen und abschätzen und dabei möglichst profitabel wirtschaften. Unterrichtende von Klassen der Sekundarstufe II können eine Fortbildung absolvieren, um selbst Trainer zu werden oder externe Trainer für ihre Schul- oder Berufsschulklasse buchen. Der kostenpflichtige Einsatz wird im Rahmen der Unterrichtsfächer Biologie, Geografie, Wirtschaft und Sozialkunde ab der 9. Klassenstufe empfohlen.

### Für die Kleinsten: das Otterspiel
Das sogenannte Otterspiel der Deutschen Umwelthilfe, ist ein Beispiel für ein frei verfügbares Spiel, das schon die Kleinsten online spielen können, da es sehr einfach konzipiert ist und von einem Einzelspieler gespielt werden kann. Die Funktionen des einzeln auftretenden Fischotters sind allerdings beschränkt, außer Schwimmen und Fisch fressen, Ausruhen gibt es lediglich die Funktionen Straßen überqueren (wobei der Otter überfahren werden kann) und Kot absetzen (womit im Idealfall Partner angelockt werden). Das Spiel illustriert unter anderem, wie wichtig bauliche Schutzmaßnahmen sind, wie z. B. Möglichkeiten unter Brücken einen Laufsteg zu nutzen, um nicht direkt dem Straßenverkehr ausgesetzt zu sein. Es bietet ergänzend Informationen zu Lebensraum, Schutzmaßnahmen und Eigenschaften der Otter.